# Josef Vacenovský
Josef Vacenovský (9 de julho de 1937 – 4 de dezembro de 2023) foi um futebolista checo, que atuou como atacante.

## Carreira
Vacenovský jogou pelo Dukla Praha nas décadas de 1950 e 1960, com o qual conquistou seis campeonatos nacionais (1958, 1961, 1962, 1963, 1964 e 1966) e uma Copa da Tchecoslováquia. Fez parte do elenco da Seleção Tchecoslovaca que disputou a Eurocopa de 1960.

## Morte
Vacenovský morreu em 4 de dezembro de 2023, aos 86 anos.